# Gregory Nelson
Gregory Nelson (Amsterdam, 31 januari 1988) is een Nederlandse voetballer van Surinaamse komaf die als aanvaller speelt. Hij was Nederlands jeugdinternational.

## Clubcarrière
Tot 2010 speelde hij voor AZ waar hij ook in de jeugd speelde. Nelson maakte op 30 september 2007 zijn debuut in het betaalde voetbal, tegen Heracles Almelo. Hij was een half seizoen uitgeleend aan RBC Roosendaal dat hem in 2009 definitief overnam. Begin 2010 werd hij samen met Angelo Zimmerman weggestuurd nadat beiden zich afgemeld hadden voor een training maar een auto-ongeluk verzwegen hadden. In 2010 ging hij voor CSKA Sofia in Bulgarije spelen en in januari 2012 tekende hij voor drie en een half jaar bij Metaloerh Donetsk. In oktober 2015 verbond hij zich tot het einde van het seizoen 2015/16 aan Botev Plovdiv. In januari 2017 zou hij in eerste instantie aan de slag te gaan in Kazachstan bij Qaysar FK Qızılorda, maar hij ging in april in Bahrein voor Muharraq spelen. Op 12 september ondertekende hij een contract voor het seizoen 2017/18 van de Indian Super League bij Chennaiyin FC. Met Chennaiyin werd hij in het seizoen 2017/18 kampioen. Eind april 2019 werd zijn nog een maand doorlopend contract ontbonden.

## Statistieken
| Seizoen   | Club              | Wedstrijden | Doelpunten | Competitie               |
| --------- | ----------------- | ----------- | ---------- | ------------------------ |
| 2007/08   | AZ                | 0           | 0          | Eredivisie               |
| 2008/09   | AZ                | 1           | 0          | Eredivisie               |
| 2008/09   | RBC Roosendaal    | 15          | 0          | Eerste divisie           |
| 2009/10   | RBC Roosendaal    | 16          | 5          | Eerste divisie           |
| 2010/11   | CSKA Sofia        | 23          | 3          | A Grupa                  |
| 2011/12   | CSKA Sofia        | 14          | 2          | A Grupa                  |
| 2011/12   | Metaloerh Donetsk | 10          | 0          | Vysjtsja Liha            |
| 2012/13   | Metaloerh Donetsk | 27          | 4          | Vysjtsja Liha            |
| 2013/14   | Metaloerh Donetsk | 19          | 1          | Vysjtsja Liha            |
| 2014/15   | Metaloerh Donetsk | 25          | 1          | Vysjtsja Liha            |
| 2015/16   | Botev Plovdiv     | 15          | 4          | A Grupa                  |
| 2017      | Muharraq Club     | ?           | ?          | Premier League (Bahrein) |
| 2017/2018 | Chennaiyin FC     | 19          | 1          | Indian Super League      |
| 2018/2019 | Chennaiyin FC     | 14          | 2          | Indian Super League      |
| Totaal    |                   | 198         | 23         | [ 2 ]                    |